# Ponta Europa

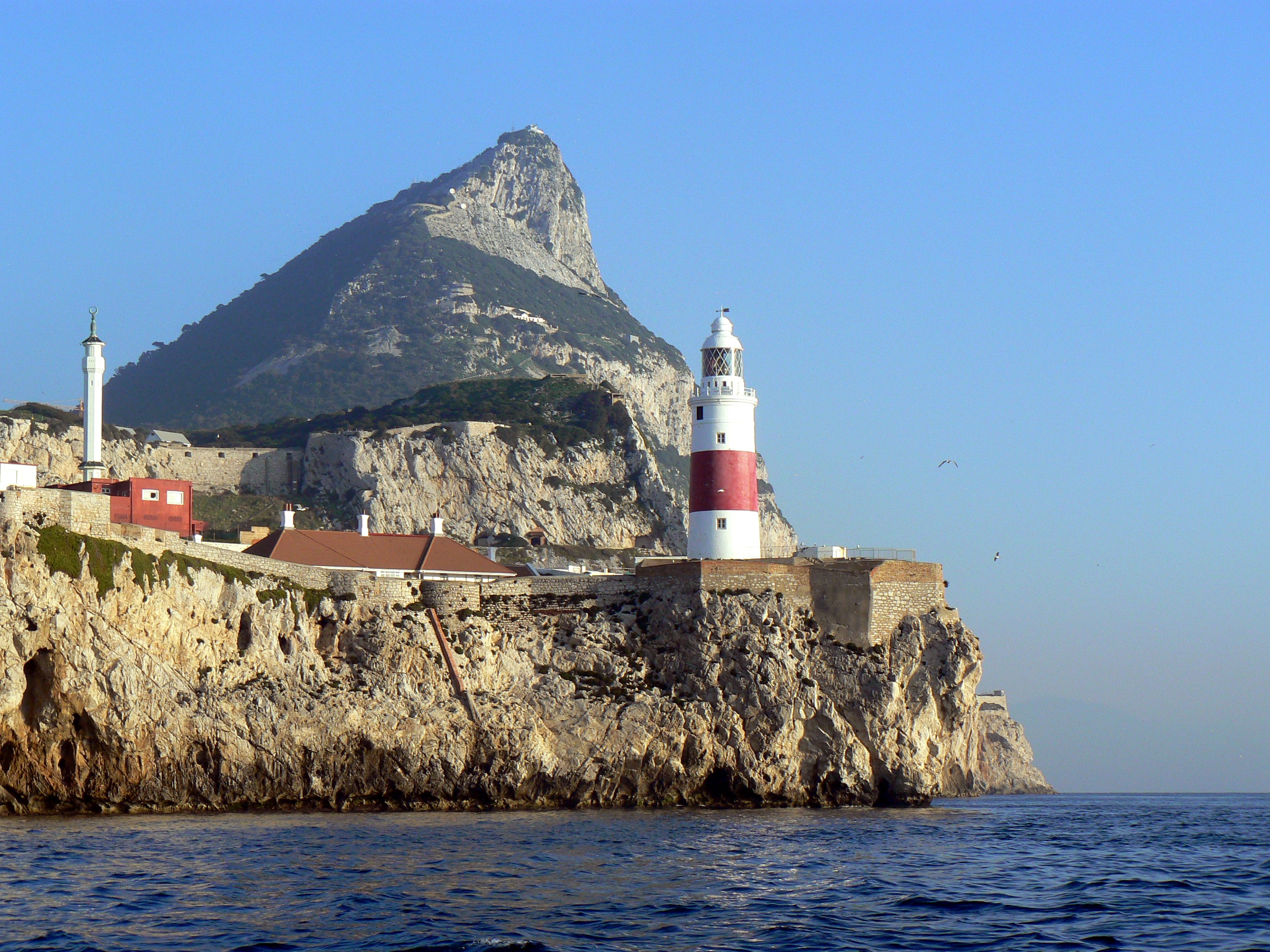
A A ponta Europa e o seu farol vistos do mar

A ponta Europa (em inglês: Europa Point; em castelhano: punta Europa), também conhecida por ponta da Europa, é o ponto mais meridional de Gibraltar. Em um dia claro, vistas do Norte da África podem ser vistas do outro lado do estreito de Gibraltar, incluindo Ceuta e as montanhas do Rife de Marrocos, bem como a baía de Gibraltar e as cidades espanholas ao longo de suas costas. É acessado a partir da cidade velha pela Europa Road.
Existem cinco edifícios notáveis, a Harding's Battery , a Mesquita Ibrahim-al-Ibrahim, o Santuário Católico Romano de Nossa Senhora da Europa, o farol do Europa Point e o Poço da Freira. 